# Stanko Lapajne
Stanko Lapajne, slovenski pravnik in pedagog, * 1878, † 1941.
Oče mu je bil učitelj Ivan Lapajne po rodu iz okolice Idrije, mati mu je bila Slavka (rojena Žužek). Stanko Lapajne je leta 1920 postal predavatelj obče državljanskega prava, mednarodnega zasebnega in kazenskega prava na Pravni fakulteti v Ljubljani.
Njegov sin je bil Svetko Lapajne (1913-2007), gradbenik, statik, profesor FAGG.